# Voropaiiv, Vîșhorod
Voropaiiv (în ucraineană Воропаїв) este o comună în raionul Vîșhorod, regiunea Kiev, Ucraina, formată numai din satul de reședință.

## Demografie
Componența lingvistică a comunei Voropaiiv
     Ucraineană (95,31%)
     Rusă (3,13%)
     Alte limbi (0,11%)
Conform recensământului din 2001, majoritatea populației comunei Voropaiiv era vorbitoare de ucraineană (95,31%), existând în minoritate și vorbitori de rusă (3,13%).

## Galerie

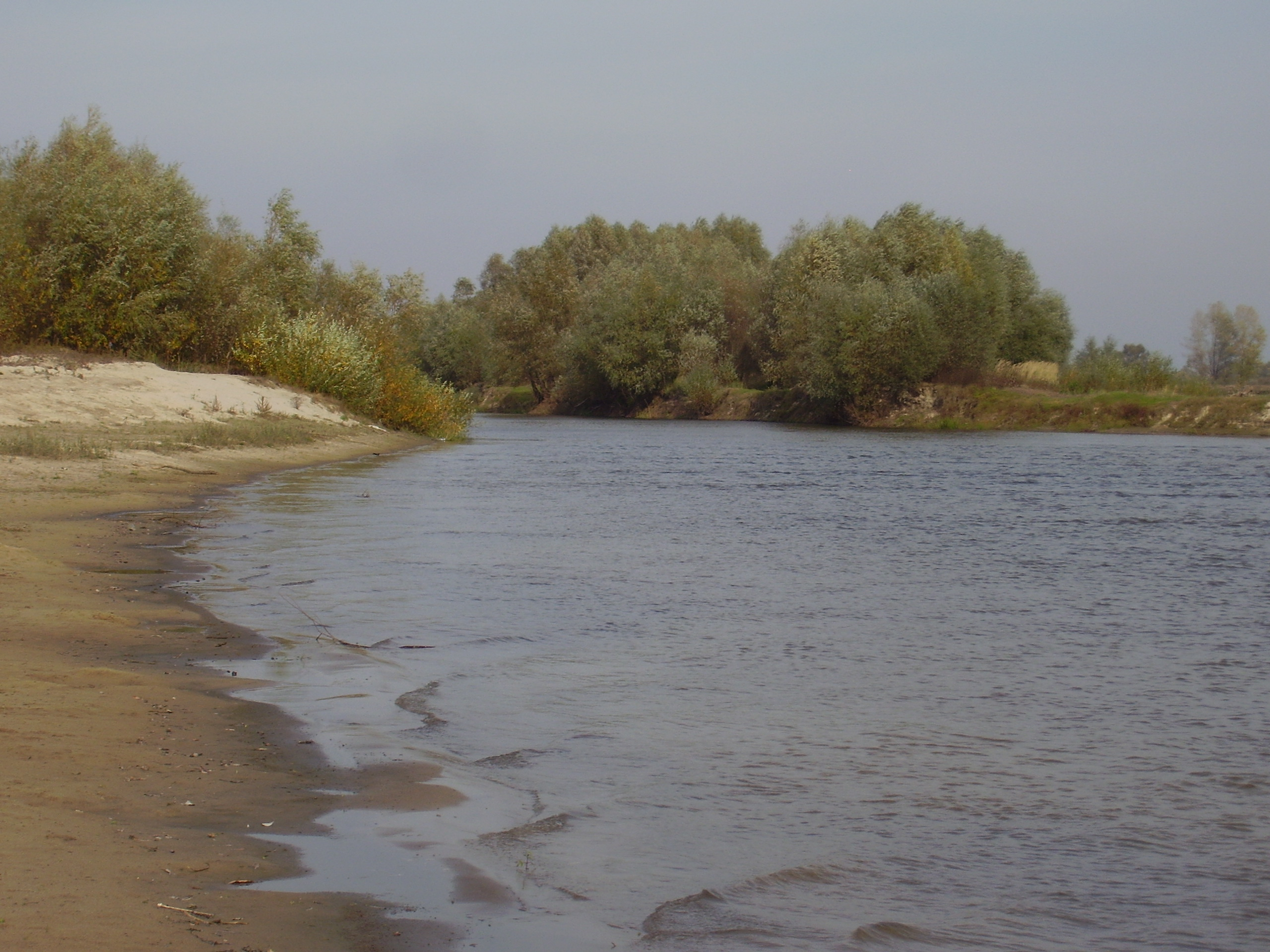
Câmpia inundabilă de toamnă a Desnei lângă sat, 2019
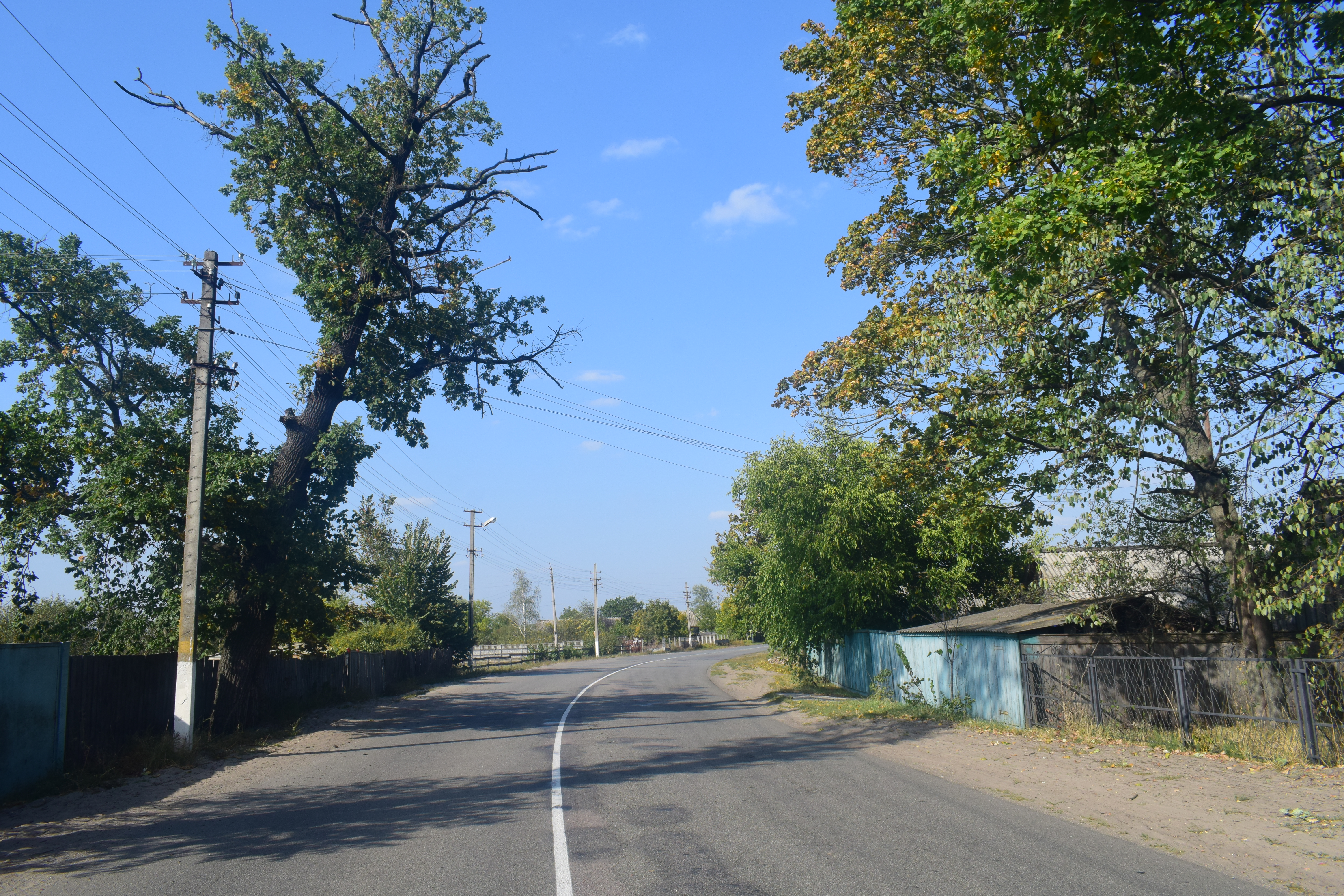
stradă Kiev lângă cimitir
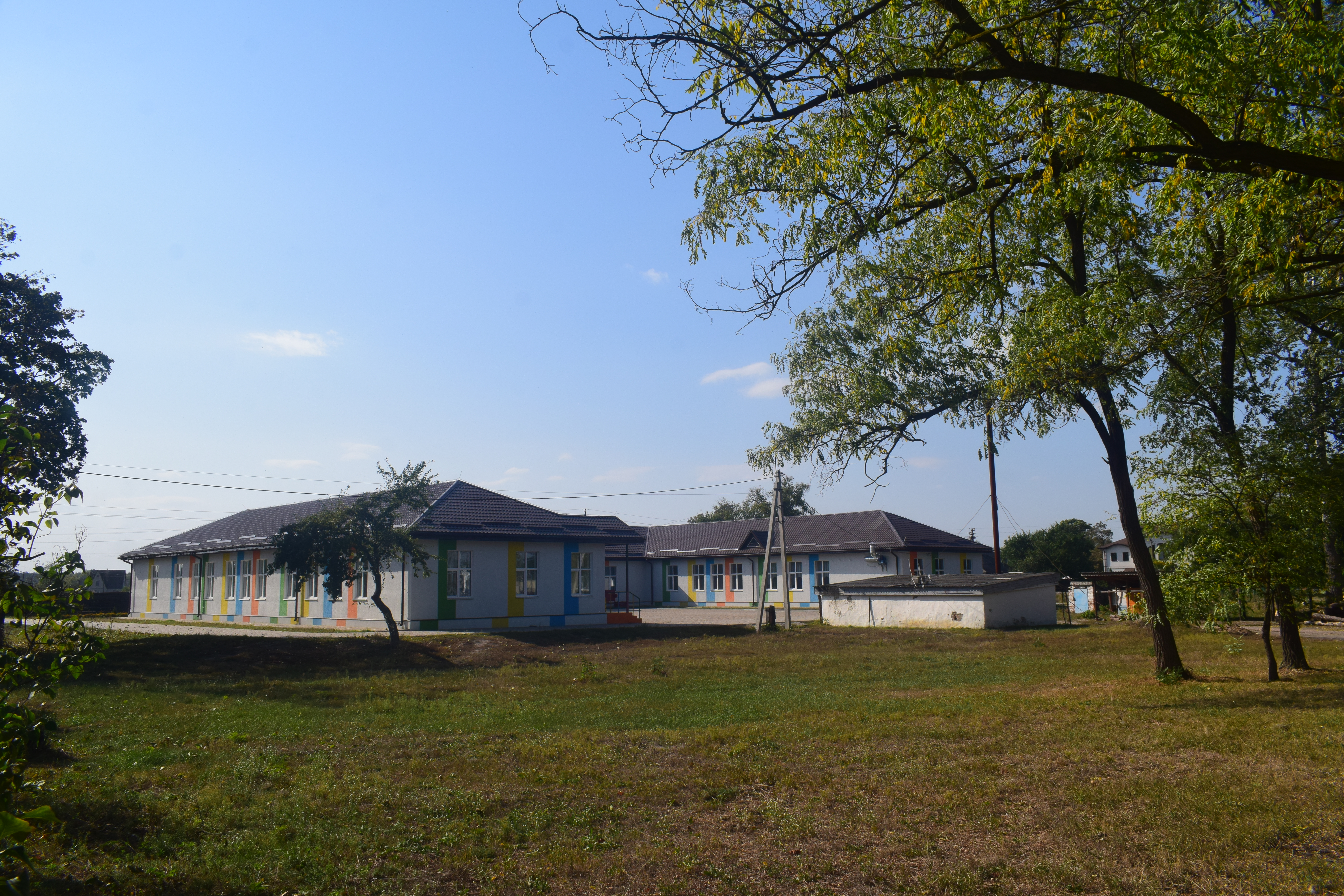
Şcoală. Vedere din spate
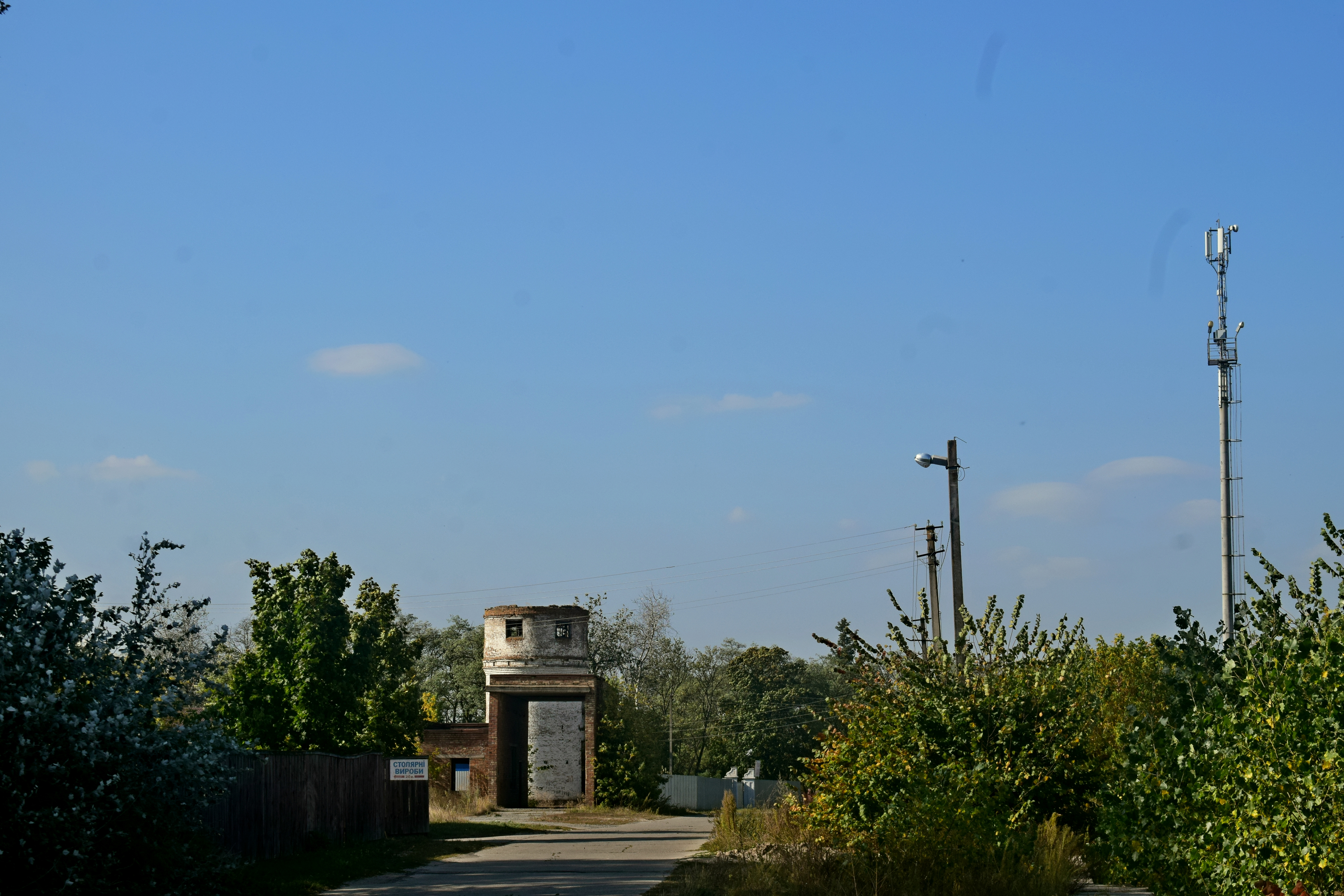
Întreprindere abandonată
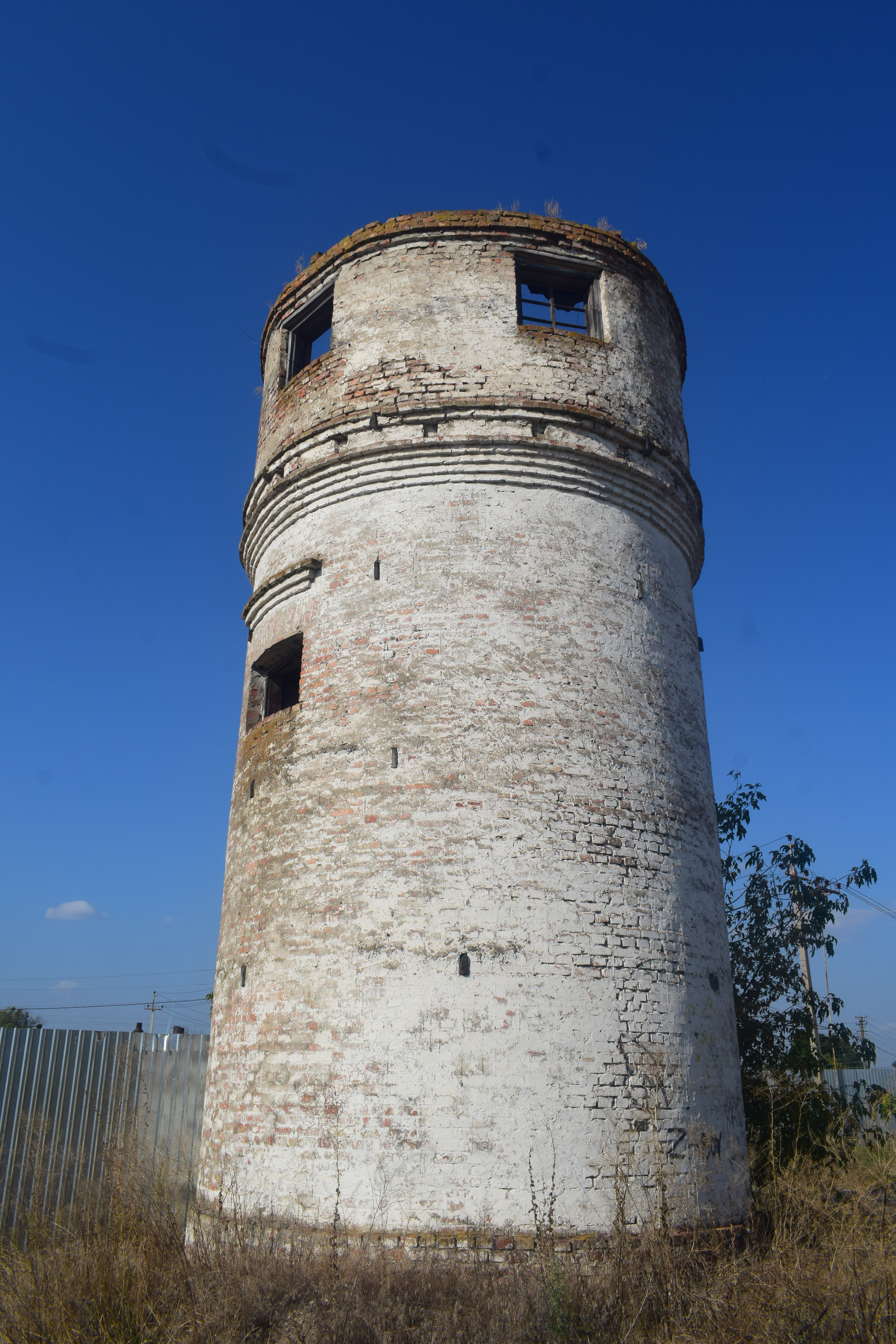
Turn de apă
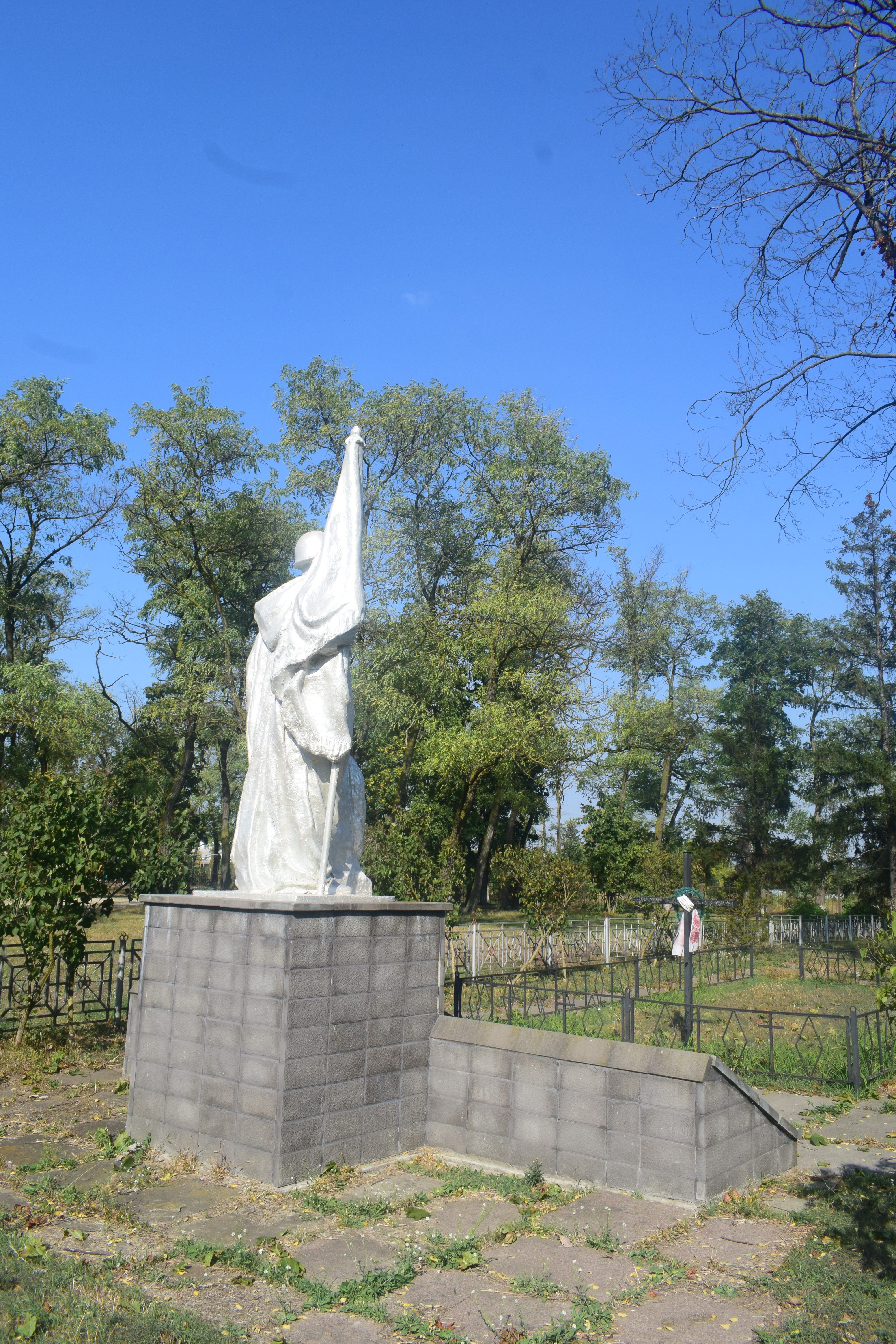
Mormânt comun al soldaților sovietici și un monument pentru colegii săteni
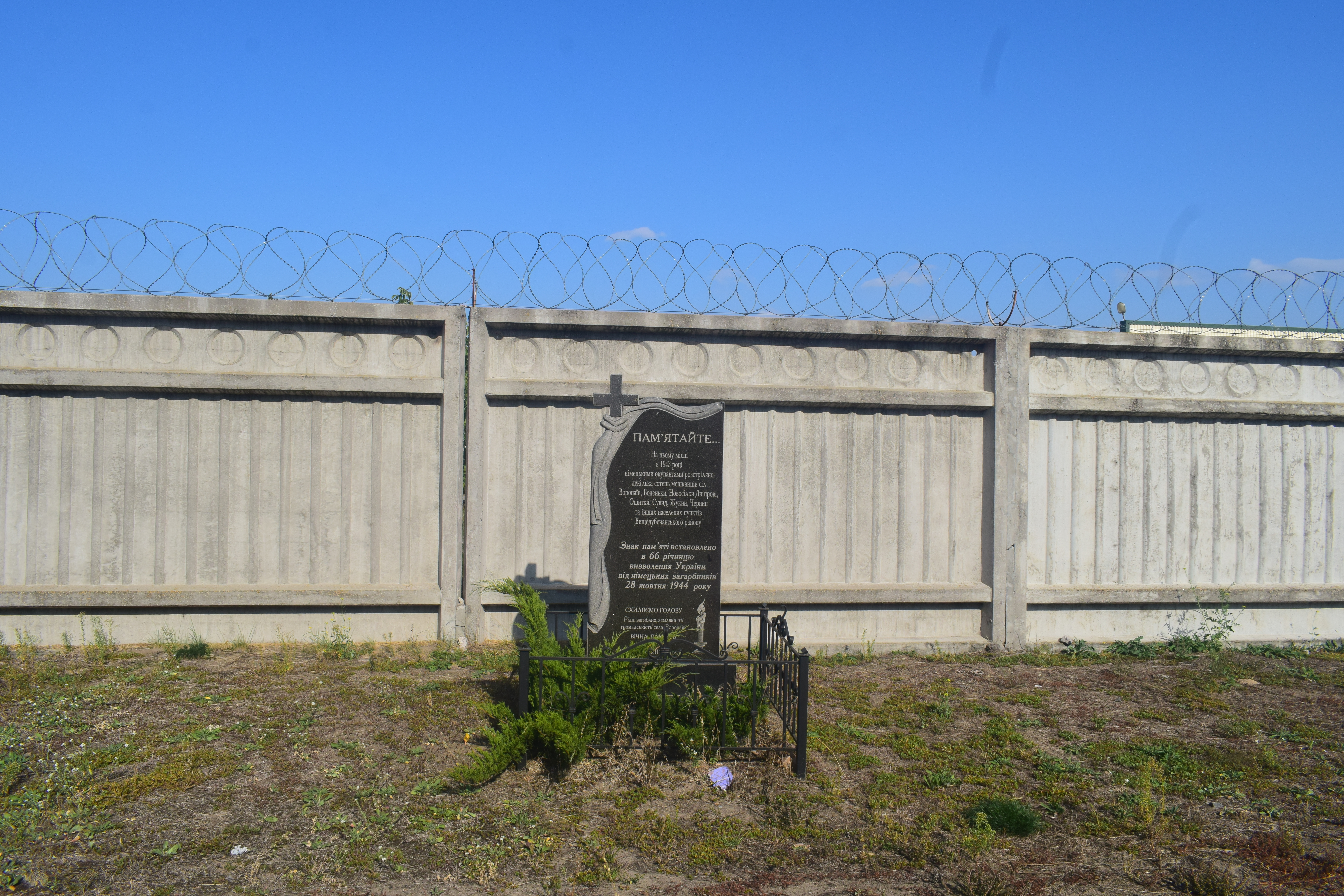
Mormânt comun al cetățenilor sovietici arși de naziști
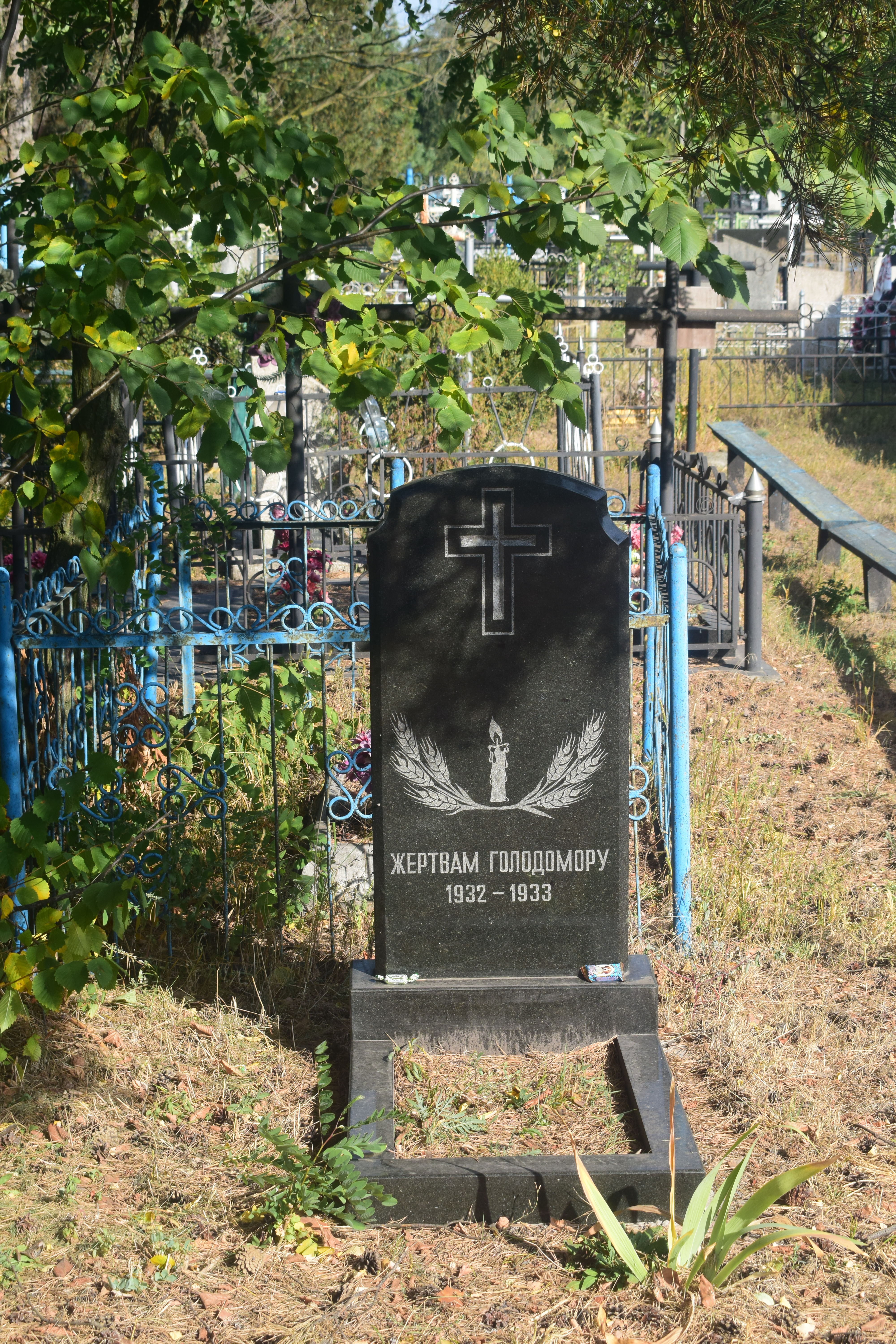
Memorial pentru victimele Holodomorului